# Lângă leagăn
Lângă leagăn este o poezie scrisă de George Coșbuc, nepublicată în volum, apărută în 1893.

## Legături externe
- Poezia Lângă leagăn la wikisursă